# Lijst van diskjockeys op Yorin FM
Dit is een lijst met namen van de voormalige diskjockeys van het Nederlandse commerciële radiostation Yorin FM.

## Voormalige diskjockeys
- Albert-Jan Sluis
- Bas van Teylingen[1]
- Beau van Erven Dorens
- Boris van Zonneveld
- Edwin Ouwehand
- Erwin Peters
- Frank Dane
- Fred van den Bol (alias Superfred)
- Fred Siebelink
- Gijs Staverman
- Henk Westbroek
- Henkjan Smits
- Jan Paparazzi
- Jeroen Kijk in de Vegte
- Marisa Heutink
- Mark Labrand
- Martijn Kolkman
- Maurice Verschuuren
- Menno Barreveld
- Michael Pilarczyk
- Olav Mol
- Peter van den Hurk
- Rob Stenders
- Robert Feller
- Robert Jensen
- Robin Velderman
- Timo Kamst
- Timur Perlin
- Wouter van der Goes